# M2中型坦克
M2中型坦克，是一款美國軍隊坦克，最初于1939年因為歐戰的爆發，由巖島兵工廠製造。。其中，M2生產了18輛，和94輛小幅改進型M2A1，加起來總共生產了112輛。但是，從東線和西線的戰鬥表明，M2已經落伍。因此，它從未跨過大洋作戰，並被用作訓練坦克直到大戰結束。
M2的獨特之處在於，其一，裝備了很多機槍；其二，擁有防彈板，其三，在車體前方使用了傾斜裝甲。它安裝了一門37mm主炮（炮盾厚度為51mm），擁有32mm裝甲；總之，M2系列的各種特點，儘管有好有壞，但是，卻為美軍後來的M3李，M4雪曼以及許多其他的裝甲戰鬥車輛的設計提供了經驗。

## 設計
巖島兵工廠以M2輕型坦克為基礎，開始一種研製新型的中型坦克。它最初被命名為T5，但在重新設計（安裝了一台350匹R-975徑向發動機）后，在1939年6月被重命名為M2中型坦克。在最初的18輛M2由巖島兵工廠生產出來后並被部隊接收后，其改進型M2A1也被批准生產。M2A1安裝了一個新的炮塔，以及一個更強力的發動機。
M2中型坦克可以說是M2輕型坦克的加大型，因為它們擁有許多的部件的設計，包括了相同的垂直螺旋彈簧懸掛（也同樣可以用於更大的戰車上），安裝在外部的雙輪轉向架，以及被證明在道路上十分耐用的橡膠套管和橡膠履帶。M2初期型使用了一台萊特徑向風冷汽油機。而M2A1對這種引擎採用了增壓處理，使得能夠提供額外的50匹動力（37千瓦）。這種發動機被命名為R-975 C1徑向發動機。
M2還擁有一個很高的車體，在兩側各有一個安裝機槍的筒。另外，另外，還有兩挺機槍安裝在裝甲緩坡上，並由駕駛員操控。然而，它的旋轉式炮塔比起車體還說就比較小了，在炮塔上安裝了一門37mm M3戰車炮和一挺同軸機槍。37mm戰車炮可以在457米的距離外擊穿30°的46mm的表面硬化裝甲，在914米處，這個數據會減為40mm。這樣的組合實際上是一戰的老古董Mk.VIII自由坦克加上了二戰時期中型坦克普遍擁有的迴旋式火炮和安裝在裝甲緩坡的機槍的混合產物。（額外的兩挺機槍可以安裝在炮塔兩側用於防空，如果加上這兩挺話，有九挺機槍了，使得M2安裝的機槍數無可置疑的超過了任何曾經量產過的坦克。）
它的一共有6人：一名車長，一名駕駛員，以及四名炮手/機槍手。37mm火炮的備彈量為200發，而機槍的備彈量一共有12250發。在後方的擋泥板上還附加了子彈擋板。這樣就可以使得在翻越戰壕時，在子彈打過來時，可以被反彈回戰壕內。但是，就像車體上的安裝機槍的筒一樣，這個設計在現代戰爭中毫無用處。

## 製造
克萊斯勒建立了一個的坦克工廠——阿森纳底特律坦克厂 ，來生產M2中型坦克。美國政府曾于1940年8月訂購了1000輛。 但是，從歐洲戰場的情況表明，這種坦克的設計已經過時了，因此，美國政府在生產開始之前就取消了訂單，並轉而選擇生產1000輛M3李戰車。而已經被生产的M2被送回了生產M2A1的巖島兵工廠。 M2A1裝甲比起原來的M2要好一些，炮塔也更大一些，因為它的炮塔選用了M3輕型坦克的炮塔，其炮盾厚度為51mm。

## 服役
在M2投入服役之前，它就已經過時了。它比起同期的歐洲坦克，比如法國的S-35，德國的三號坦克和蘇聯的BT-7，可以說乏善可陳。因為這些坦克都可以抵擋37mm火炮的攻擊。 它的  37 mm（1.5英寸）主炮威力和三號坦克的37mm主炮相當，但是遜於BT-7的45mm火炮和S-35的47mm火炮。 1941年，德國為三號坦克換上了50mm L/42火炮，蘇聯則裝備了擁有76mm主炮和52mm輕型裝甲的T-34坦克。因此，M2不過是在更多在1942-1943年之間量產的戰車比如M3李和M4雪曼戰車入役前的一種權宜之計。儘管已經生產了18輛M2和94輛M2A1，但是在1942年1月，軍械局決定僅把M2作為訓練用坦克，因此，M2從來沒有上過戰場。 美軍把M2坦克分配給了第六十七步兵團，和第1装甲师第69装甲团（用於在1941年開展的訓練中），並在坦克乘員訓練中發揮了一些作用。 之後，在1942-1944年美軍裝甲部隊急速擴張時，這些被訓練好的69裝甲團的坦克乘員被到了幾個新建的裝甲師和裝備M4重型坦克的獨立坦克營中并成爲了骨幹。 

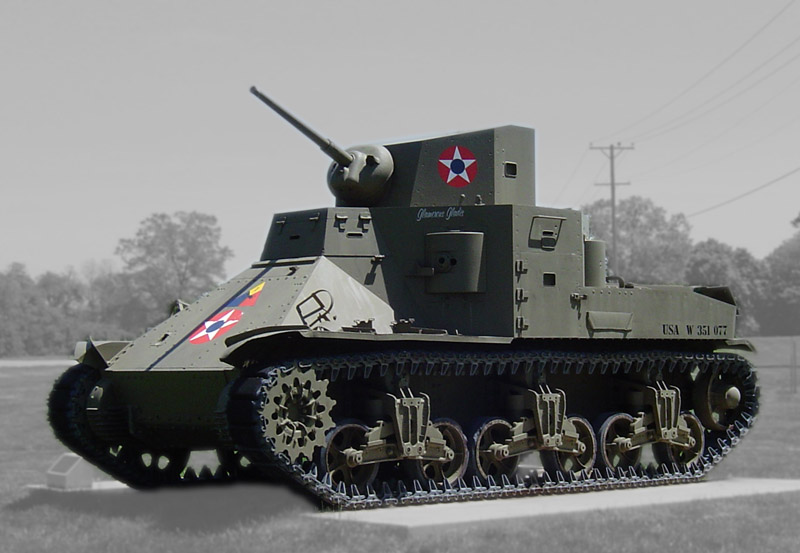
一輛在阿伯丁試驗場展示的M2中型坦克

從作戰性能方面講，M2是一種糟糕的設計，主要體現在薄弱的裝甲，不夠強力的火炮和過高的高度上。四個安裝機槍的筒被證明是多餘的設計。但是，這款坦克的一些經驗教訓和成果被用在了之後的M3和M4上。尤其是，它的傾斜裝甲對於一種1939年的設計來說顯得十分先進。這可以說是在它乏善可陳的設計上的一個亮點，在之後的美軍坦克設計中，都安裝了更為厚重的傾斜裝甲。它的下一代（M3），被認為要能與安裝75mm迴轉式火炮的四號坦克 處於同一水平。但因為缺乏合適的炮塔，它的75mm火炮被安裝在了車體的右側。M3的實驗型號被命名為T5E2。在第一輛M3被製造出來后的6個月，新的M4雪曼戰車也投入了量產。